# Cinara comata
Cinara comata är en insektsart som beskrevs av Doncaster 1956. Cinara comata ingår i släktet Cinara och familjen långrörsbladlöss. Inga underarter finns listade i Catalogue of Life.